# In viaggio con papà
Pour plus de détails, voir Fiche technique et Distribution.
In viaggio con papà est un film sorti en 1982, réalisé par Alberto Sordi, avec Carlo Verdone et Alberto Sordi.

## Synopsis
Cristiano, depuis des années membre d'une association de protection des mouettes, profite d'une escale à Rome pour rendre visite à son père Armando, qu'il n'a pas revu depuis longtemps. Ce dernier, qui s'apprête à partir avec sa très jeune amante Federica, tente par tous les moyens de se débarrasser de la présence encombrante de son fils. Mais il se voit finalement contraint de l'accompagner en Corse, d'où est dirigée l'association de sauvegarde des mouettes.
Au cours de ce voyage, les deux personnages ont l'occasion de se confronter l'un à l'autre : tandis que Cristiano est un jeune homme maladroit, plutôt complexé et sexuellement inexpérimenté, son père a un tempérament à l'exact opposé, homme d'affaires et coureur de jupons.
Au cours de l'histoire, les deux hommes font diverses rencontres, notamment avec l'ex-femme d'Armando et mère de Cristiano, qui entre-temps s'est mise à fréquenter un écrivain raté, ruinant la maison et détruisant les liens qui maintenaient autrefois la famille unie.
Quand Cristiano retrouve son association, il est déçu de découvrir que sa petite amie Carmela, pendant son absence, a eu une relation avec le "Professeur", chef de la communauté. Il décide alors de partir avec son père. À ce moment, leur chemin se sépare, et Armando rejoint Federica, qu'il répudiera plus tard car il la trouve trop égoïste.
La jeune fille aura alors une liaison avec Cristiano, qui ignorant son identité parle de sa relation à son père. Celui-ci, visiblement troublé par cette nouvelle, le laisse dans la rue sans donner d'explications. Cela pourrait ressembler à une fin dramatique marquant la rupture définitive entre le père et le fils, mais dans un dernier retournement de situation, Armando revient pour emmener son fils, afin de reprendre finalement « leurs vacances ».

## Production
Bien que le film n'ait été tourné qu'en 1982, son projet est bien antérieur : dans un premier temps Alberto Sordi avait pensé à tourner ce film avec Vittorio De Sica, où le premier aurait interprété le rôle du fils et le second celui du père. Mais pour des raisons inconnues, ce projet n'a jamais abouti et des années plus tard, Sordi, qui voulait toujours faire ce film, se tourna vers Carlo Verdone, lui offrant le rôle qu'il aurait dû jouer initialement  .
Comme l'a affirmé Carlo Verdone, il a improvisé plusieurs scènes lors du tournage du film, scènes que le plus souvent Alberto Sordi a décidé de conserver et d'inclure dans le montage final , .

## Fiche technique
- Titre : In viaggio con papà
- Réalisation : Alberto Sordi
- Scénario : Rodolfo SonegoCarlo VerdoneAlberto Sordi
- Sociétés de production : Augusto Caminito
- Distribution : Titanus
- Photographie : Sergio D'Offizi
- Montage : Tatiana Casini Morigi
- Musique : Piero Piccioni
- Décors : Emilio BaldelliFrancesco Frigeri
- Costumes : Bruna Parmesan
- Genre: Comédie
- Durée : 118 min
- Pays d’origine :  Italie
- Sortie : 1982

## Distribution
- Alberto Sordi : Armando D'Ambrosi
- Carlo Verdone : Cristiano D'Ambrosi
- Giuliana Calandra : Rita Canegatti
- Edy Angelillo : Soraya Canegatti
- Tiziana Pini : Federica Benedetti
- Ugo Bologna : ing. Rinaldo Benedetti
- Francesca Ventura : Valentina D'Ambrosi
- Gabriele Torrei : le "Professore"
- Angela Cardile : madame Mantovani
- Flora Carabella : Luciana D'Ambrosi
- Angelo Infanti : Gianni
- Orsetta Gregoretti : Tiziana
- Paola Rinaldi : Carmela
- Ivana Milan : Marika
- Ester Carloni : Palmira
- Victoria Zinny : Susanna